# زیردریایی ریاچوئلو (اس۲۲)
زیردریایی ریاچوئلو (اس۲۲) (به انگلیسی: Brazilian submarine Riachuelo (S22)) یک زیردریایی است که طول آن ۲۹۵٫۲ فوت (۹۰٫۰ متر) می‌باشد. این زیردریایی در سال ۱۹۷۵ ساخته شد.